# Eugen Sigrist
Eugen Sigrist (* 25. Januar 1903 in Gemmrigheim; † 15. September 1942 in Stuttgart) war ein deutscher kommunistischer Widerstandskämpfer gegen den Nationalsozialismus.

## Leben
Eugen Sigrist stammte aus einer Familie, die in Luzenberg (heute Stadtteil von Mannheim) lebte. Schon als junger Mann sympathisierte er mit der Kommunistischen Partei Deutschlands (KPD) – ohne Mitglied zu sein – und engagierte sich gegen das Aufkommen des Nationalsozialismus. Gegen Ende der 1920er Jahre trat er in die KPD ein und wurde bald Leiter der KPD-Ortsgruppe Luzenberg.
Nach der Machtergreifung der Nationalsozialisten wurde er 1933 wegen Verbreitung illegaler kommunistischer Schriften zu zehn Monaten Gefängnis verurteilt. Während des Zweiten Weltkrieges schloss er sich der Lechleiter-Widerstandsgruppe an. Sie stellte Flugblätter her, in denen sie die nationalsozialistische Propaganda entlarvte und zum Kampf gegen das NS-Regime und seinen Vernichtungskrieg aufrief. Weil dieses Tun sehr gefährlich war, konnten die Kontakte der Gruppenmitglieder untereinander nur im kleinsten Kreis in einem Gartenhäuschen stattfinden. Trotzdem konnte die Gestapo die Gruppe enttarnen, und im Februar 1942 setzte eine breite Verhaftungswelle ein, der auch Eugen Sigrist nicht entkam. Am 15. Mai 1942 wurde gegen die Gruppe um Lechleiter in einem Prozess vor dem Volksgerichtshof in Mannheim verhandelt und viele von ihnen zum Tode verurteilt. Zu ihnen gehörte auch Sigrist, der zusammen mit 18 seiner Mitstreiter am 15. September in Stuttgart durch das Fallbeil hingerichtet wurde.
Sigrists sterbliche Überreste wurde mit denen anderer Widerstandskämpfer „zu Forschungszwecken“ an das Anatomische Institut der Universität Heidelberg überführt. Am 22. Juli 1950 wurde eine Gemeinschaftsgrabstätte auf dem Heidelberger Bergfriedhof angelegt, wo Sigrist und 26 weitere Opfer des NS-Regimes (darunter sieben Elsässer) bestattet wurden. An der Mauer wurde eine Gedenktafel angebracht. Am 1. November 2001 wurde eine auf der Gemeinschaftsgrabstätte installierte Stele des Künstlers Günter Braun aus Eppelheim und eine aufgestellte Tafel mit den Namen der deutschen Opfer der Öffentlichkeit übergeben.

## Erinnerung
- Bereits 1945 wurde in  der Mannheimer Schwetzingerstadt ein Platz nach Georg Lechleiter benannt. Am 20. November 1984 wurde auf Beschluss des Gemeinderats eine Straße im Stadtteil Schönau nach Eugen Sigrist benannt.